# 小澤修一
小澤 修一（おざわ しゅういち、1979年8月29日 - ）は、神奈川県横浜市出身の経営者、元サッカー選手、サッカー指導者。ポジションはMF。

## 来歴
父親をコーチとして小学生の頃から本格的にサッカーを始め、中学生の頃からプロになることを意識し始める。しかし、旭高校では結果を残せず、神奈川大学では同好会のような形でサッカーをプレーしていた。3年次、卒業後の進路について悩む中、再度サッカーに対して真剣に取り組み始め、4年次の2月に静岡FCへの入団が決まった。
2003年から静岡FCで2年間プレーしたのち、移籍を希望するチームが他にあったものの、チームメイトに誘われて受けた松本山雅FCのセレクションに合格。当初は入団を断るつもりでいたが、当時の理事長や監督の説得により、2005年から松本山雅FCでプレーすることとなった。入団当初は静岡FCとの環境の違いや試合に勝てないことなどから移籍を考える日々だったが、徐々にチームメイトの意識が高まっていき、小澤自身も「上を目指したい」と思うようになり、その後も継続してプレーした。
2009年に結婚。
2010年シーズン限りで引退、松本のユースアカデミーコーチに就任。以降もスタッフとして携わり、広報、営業担当を経て、2022年4月より株式会社松本山雅の取締役に就任した。
2024年4月より株式会社松本山雅の代表取締役に就任。

## 所属クラブ
- 神奈川県立旭高等学校
- 神奈川大学
- 2003年 - 2004年 静岡FC
- 2005年 - 2010年 松本山雅FC

## 個人成績
| 国内大会個人成績 | 国内大会個人成績 | 国内大会個人成績 | 国内大会個人成績 | 国内大会個人成績 | 国内大会個人成績 | 国内大会個人成績 | 国内大会個人成績 | 国内大会個人成績 | 国内大会個人成績 | 国内大会個人成績 | 国内大会個人成績 |
| 年度             | クラブ           | 背番号           | リーグ           | リーグ戦         | リーグ戦         | リーグ杯         | リーグ杯         | オープン杯       | オープン杯       | 期間通算         | 期間通算         |
| 年度             | クラブ           | 背番号           | リーグ           | 出場             | 得点             | 出場             | 得点             | 出場             | 得点             | 出場             | 得点             |
| 日本             | 日本             | 日本             | 日本             | リーグ戦         | リーグ戦         | リーグ杯         | リーグ杯         | 天皇杯           | 天皇杯           | 期間通算         | 期間通算         |
| ---------------- | ---------------- | ---------------- | ---------------- | ---------------- | ---------------- | ---------------- | ---------------- | ---------------- | ---------------- | ---------------- | ---------------- |
| 2003             | 静岡FC           | 16               | 東海1部          |                  | 3                | -                | -                |                  |                  |                  |                  |
| 2004             | 静岡FC           | 7                | 東海1部          |                  | 4                | -                | -                |                  |                  |                  |                  |
| 2005             | 松本             | 17               | 北信越2部        | 13               | 4                | -                | -                | -                | -                | 13               | 4                |
| 2006             | 松本             | 8                | 北信越1部        | 12               | 2                | -                | -                | 2                | 2                | 14               | 4                |
| 2007             | 松本             | 8                | 北信越1部        | 9                | 2                | -                | -                | -                | -                | 9                | 2                |
| 2008             | 松本             | 8                | 北信越1部        | 9                | 2                | -                | -                | 3                | 0                | 12               | 2                |
| 2009             | 松本             | 8                | 北信越1部        | 11               | 3                | -                | -                | 1                | 0                | 12               | 3                |
| 2010             | 松本             | 8                | JFL              | 1                | 0                | -                | -                | 0                | 0                | 1                | 0                |
| 通算             | 日本             | 日本             | JFL              | 1                | 0                | -                | -                | 0                | 0                | 1                | 0                |
| 通算             | 日本             | 日本             | 東海1部          |                  | 4                | -                | -                |                  |                  |                  |                  |
| 通算             | 日本             | 日本             | 北信越1部        | 41               | 9                | -                | -                | 6                | 2                | 47               | 11               |
| 通算             | 日本             | 日本             | 北信越2部        | 13               | 4                | -                | -                | -                | -                | 13               | 4                |
| 総通算           | 総通算           | 総通算           | 総通算           |                  |                  | -                | -                |                  |                  |                  |                  |